# نمایش فیلم
نمایش فیلم یا اِکران فیلم واژه‌ای فرانسوی به معنای صفحهٔ نمایش و پرده سینما است که در فارسی به معنی نمایش فیلم به کار می‌رود. به معنای نمایش تصویر متحرک یا فیلم است. این واژه به طور کلی به نمایش ویژۀ فیلم به عنوان بخشی از چرخۀ تولید و اکران فیلم اشاره دارد.
گاهی برای نمایش نقاط قوت فیلم، نمایش ویژه‌ای از فیلم در سالن‌های سینمایی مجهز، کم‌صندلی، با کیفیت بسیار بالا (گاهی با گواهینامه‌های خاص) و با تجهیزات صوتی و تصویری ویژه صورت گیرد. این نمایش‌های ویژه می‌تواند همراه با غذا و نوشیدنی و سخنرانی تولیدکنندگان، نویسندگان یا بازیگران باشد. نمایش‌های ویژه معمولاً در خارج از ساعات معمول نمایش فیلم انجام می‌شود.